# Sabicea congensis
Sabicea congensis är en måreväxtart som beskrevs av Herbert Fuller Wernham. Sabicea congensis ingår i släktet Sabicea och familjen måreväxter. Inga underarter finns listade i Catalogue of Life.